# Louise de Montel
Louise Henriette van de Montel (Künstlername Louise de Montel) (* 2. Februar 1926 in Amsterdam; † 28. Oktober 1993 in Leiden) war eine niederländische Sängerin, die während des Zweiten Weltkriegs in der Widerstandsbewegung aktiv war und den Spitznamen „Die Nachtigall von Vught“ erhielt. Nach dem Krieg wurde sie unter dem Künstlernamen Louise de Montel bekannt.

## Kindheit und Jugend
Louise van de Montel wurde als Tochter des surinamischen Krawattenmachers Jacobus Christiaan van de Montel (1903–1967) und der niederländisch-jüdischen Hendrika Boeken (1905–1944) in Amsterdam geboren und wuchs dort mit ihrer jüngeren Schwester Debora auf. Ihr Vater war Seemann, bevor er sich Anfang der 1920er Jahre in Amsterdam niederließ und auf dem Dachboden seines Hauses in der Ruyschstraat 60 eine Krawattenwerkstatt eröffnete. Die Familie selbst wohnte im dritten Stock. Louise van de Montel war musikalisch, sang viel zu Hause, nahm Tanzunterricht und träumte von einer Karriere als Filmstar. Nach der Volksschule begann sie als Verkäuferin im Kaufhaus Hirsch zu arbeiten.

## Überleben in der NS-Zeit
Nach Ausbruch des Zweiten Weltkriegs und der Besetzung der Niederlande verschlechterten sich die Lebensbedingungen der jüdischen Bevölkerung. Anfang 1942 wurde Louise van de Montel aufgrund ihrer „halbjüdischen“ Herkunft von Hirsch entlassen und begann im Krawattenatelier ihres Vaters zu arbeiten. Er leistete aktiven Widerstand gegen die deutschen Besatzer, engagierte sich gegen Faschismus im Bond van Surinaamse arbeiders in Nederland (Gewerkschaft der surinamischen Arbeitnehmer in den Niederlanden), wie auch Tochter Louise, und versteckte verfolgte niederländische Juden bei sich, wurde jedoch verraten und am 8. März 1943 verhaftet. Am 12. Juli 1943 wurden Louise, ihre Mutter, ihre Schwester und ihre zweijährige jüdische Nichte festgenommen. Um das Kind vor der Deportation zu retten, gab sich Louise als ihre Mutter aus. Letztendlich wurden ihre Schwester und Nichte freigelassen, aber Louise und ihre Mutter in das Gefängnis am Amstelveenseweg gebracht.
Von dort wurden Louise van de Montel und ihre Mutter am 2. August 1943 in das KZ Herzogenbusch (niederländisch Kamp Vught) deportiert, wo auch Louises Vater war. Dort leistete sie Zwangsarbeit in den Werkstätten der Firma Philips. Weil sie öffentlich für ihre Mitgefangenen sang und eine reine, klare Stimme hatte, wurde sie bald „de Vughtse nachtegaal“ (die Nachtigall von Vught) genannt. Im KZ war sie eine der betroffenen Frauen, die das Bunkerdrama von Vught überlebten. Als Strafaktion wurden in der Nacht vom 15. auf den 16. Januar 1944 74 Frauen in eine neun Quadratmeter große Zelle gepfercht, von denen zehn Frauen in der Nacht starben. Am 11. August 1944 wurde Louise van de Montel in das Durchgangslager Westerbork transportiert und von dort am 13. September in das KZ Bergen-Belsen. Am 16. Dezember wurde sie anschließend als politische Gefangene in das Frauenlager des KZ Ravensbrück deportiert. Am 24. April 1945 wurde sie im Rahmen der sogenannten Graf-Bernadotte-Aktion vom schwedischen Roten Kreuz gerettet und gelangte Ende August über Göteborg zurück in die Niederlande. Ihre Mutter war während des Holocaust als Jüdin im Januar 1944 im KZ Auschwitz ermordet worden, ebenso wie die meisten ihrer Verwandten. Ihr Vater und ihre Schwester Debora überlebten den Holocaust.

## Nachkriegszeit und künstlerischer Werdegang
Louise van de Montel kehrte nach Amsterdam zurück, ebenso wie ihr Vater. Durch Zufall traf sie 1947 den Gastronomieunternehmer Coenraad Tamme Affolter (1925–1999), den sie aus dem KZ Herzogenbusch kannte, wieder. Sie heiratete ihn im August 1949 und bekam zwischen 1950 und 1957 zwei Töchter und zwei Söhne.
Nachdem sie kurz nach dem Krieg bei Gedenkveranstaltung öffentlich gesungen hatte, trat sie bald auch bei anderen Anlässen auf. Als Künstlerin wurde sie unter dem Namen Louise de Montel bekannt. Sie arbeitete unter anderem mit Toon Hermans, Wim Sonneveld und Gerard Walden und veröffentlichte mehrere Aufnahmen, darunter das Ave Maria, das sie im KZ für ihre Mitgefangenen gesungen hatte. Als Sängerin trat sie im Concertgebouw sowie für Radio und Fernsehen auf, wie etwa 1968 in der Talkshow „Mies en scène“. Nach 1969 trat sie nur noch bei Gedenkfeiern auf und in Gastronomiebetrieben ihres Mannes, etwa der „Bamboobar“ und dem Theaterrestaurant „Iboya“.
Louise van de Montel nahm ab Ende des Krieges regelmäßig und langjährig an Kriegsgedenkfeiern teil und hielt den Kontakt zu ihren Freundinnen aus den Konzentrationslagern, mit denen sie sich ab 1985 alle sechs Wochen im Nieuwe Kafé in Amsterdam traf. Sie war Mitglied der „Nederlandse Vereniging van Ex-Politieke Gevangenen Expogé“ (Vereinigung ehemaliger politischer Gefangener während der Besatzungszeit). Anfang der 1980er Jahre wurde ihr das niederländische Widerstandsverdienstkreuz (Verzetsherdenkingskruis) verliehen. 1987 wirkte sie, unter anderem mit Tineke Wibaut, an einem Beitrag von VPRO zum Bunkerdrama mit. Im Jahr 1990 trieb sie die Gründung des Vriendenkring Nationaal Monument Kamp Vught (Freundeskreis des Nationaldenkmals Lager Vught) voran. Einerseits wollte sie, dass ehemalige Häftlinge keine Eintrittsgebühren für den Besuch des Lagers entrichten mussten und andererseits sollte der Freundeskreis Unterstützung bei der Weiterentwicklung des Monuments leisten. Nach dessen Gründung wurde sie die Vorsitzende. Während einer Herzoperation im Oktober 1993 starb Louise van de Montel überraschend. Sie wurde auf dem Begraafplaats Zorgvlied am Amsteldijk in Amsterdam beigesetzt.